# Siagre
Siagre (en llatí Syager, en grec antic Σύαγρος) fou un poeta que suposadament va ser anterior a Homer.
Segons la tradició va florir després d'Orfeu i de Museu, i va ser el primer que va cantar a la guerra de Troia, segons diuen Claudi Elià i Eustaci de Tessalònica. Podria ser el mateix poeta que, segons Diògenes Laerci, Aristòtil va mencionar amb el nom de Sagaris i que feia contemporani d'Homer. Fabricius l'inclou a la Bibliotheca Graeca.